# Pluto Nash
Pour plus de détails, voir Fiche technique et Distribution.
Pluto Nash ou Les Aventures de Pluto Nash au Québec (The Adventures of Pluto Nash) est un film américano-australien réalisé par Ron Underwood et sorti en 2002. Cette comédie de science-fiction met en scène Eddie Murphy, Randy Quaid, Rosario Dawson, Joe Pantoliano, Pam Grier ou encore John Cleese.
Le film est connu pour avoir été l'un des plus grands échecs commerciaux de l'histoire du cinéma, n'ayant rapporté que 7 millions $ de recettes mondiales, pour un budget de 100 millions,.

## Synopsis
En 2087, Pluto Nash est le propriétaire d'un bar sur la Lune. Refusant de vendre son établissement à des mafieux de l'espace, il devient le leader d'un mouvement d'indépendance.

## Fiche technique
- Titre français : Pluto Nash
- Titre québécois : Les Aventures de Pluto Nash
- Titre original : The Adventures of Pluto Nash
- Réalisation : Ron Underwood
- Scénario : Neil Cuthbert
- Musique : John Powell
- Montage : Alan Heim et Paul Hirsch
- Décors : Bill Brzeski
- Costumes : Ha Nguyen
- Production : Martin Bregman, Michael Bregman et Louis A. Stroller
  - Producteur délégué : Bruce Berman (en)
- Société de production : Castle Rock Entertainment, Village Roadshow Pictures et NPV Entertainment
- Société de distribution : Warner Bros.
- Directeur de la photographie : Oliver Wood
- Pays de production :  États-Unis et  Australie
- Genre : comédie, action, science-fiction
- Durée : 94 minutes
- Format : Couleur (Technicolor) - son : Dolby Digital, DTS, SDDS - 1,85:1
- Budget : 100 millions de dollars
- Dates de sortie : 
  - États-Unis et Canada : 16 août 2002
  - France : 21 août 2002
  - Australie : 22 août 2002
  - Belgique : 25 septembre 2002

## Distribution
- Eddie Murphy (VF : Med Hondo) : Pluto Nash / Rex Crater
- Randy Quaid (VF : Jean-Pierre Denys) : Bruno
- Rosario Dawson (VF : Magali Berdy) : Dina Lake
- Joe Pantoliano (VF : Jacques Bouanich) : Mogan
- Jay Mohr (VF : Claude Rollet) : Tony Francis
- Luis Guzmán (VF : Christian Pelissier) : Felix Laranga
- James Rebhorn (VF : Jean-Luc Kayser) : Belcher
- Peter Boyle (VF : Bernard Tixier) : Rowland
- Burt Young (VF : Michel Fortin) : Gino
- Miguel A. Núñez, Jr. (VF : Jean-Paul Pitolin) : Miguel
- Pam Grier (VF : Marie-Christine Darah) : Flura Nash
- John Cleese (VF : Michel Prud'homme) : James
- Victor Varnado (VF : Olivier Jankovic) : Kelp
- Illeana Douglas (VF : Denise Metmer) : Dr Mona Zimmer
- Jacynthe René : Babette
- Bill Corday (VF : Michel Tugot-Doris) : Roy
- Terry Haig (VF : David Kruger) : le garde de sécurité
- Alec Baldwin (VF : Pascal Germain) : Michael Z. Marucci (non crédité)

## Production
Le script de Neil Cuthbert est initialement développé avec le producteur Martin Bregman dès 1983, sous le titre Pluto Nash. Les réalisateurs Rick Rosenthal et Peter Faiman seront un temps liés au projet. Harrison Ford aurait un temps été envisagé, jusqu'à ce qu'Eddie Murphy obtienne le film alors produit par Castle Rock Entertainment. Ron Underwood, qui avait travaillé avec la société pour La Vie, l'Amour, les Vaches, reçoit le script et sera ensuite engagé comme réalisateur. De nombreuses scénaristes seront ensuite engagés pour écrire de nombreuses versions, rejetées par Eddie Murphy. Le réalisateur expliquera que le script a continué d'être réécrit même pendant le tournage,.
Le tournage a lieu à Montréal, Toronto, New York et Los Angeles. Des reshoots très couteux seront ensuite nécessaires.

## Accueil

### Box-office
Le film est un des plus gros échecs au box-office.

## Distinctions

### Nominations
- 2003 : nommé à 5 Razzie Awards
- 2005 : nommé aux Razzie Awards pour la pire comédie des 25 dernières années.